# Dumitru Svetușchin
Dumitru Svetușchin (en russe : Дмитрий Светушкин : Dmitri Svetouchkine ; transcription en anglais : Dmitry Svetushkin) est un joueur d'échecs moldave né le 25 juillet 1980 et mort le 4 septembre 2020 à Chișinău.
Au 1er septembre 2018, il était le premier joueur moldave avec un classement Elo de 2 580 points.

## Biographie et carrière
Grand maître international depuis 2002, Dumitru Svetușchin a remporté le championnat de Moldavie en 2000.
Il a représenté la Moldavie lors de dix olympiades de 2000 à 2018, jouant au premier échiquier de la Moldavie en 2000,. Lors de l'Olympiade d'échecs de 2014, Svetușchin marqua 8 points sur 9 au deuxième échiquier (sept victoires et deux parties nulles) et réalisa une performance Elo de 2 809 points, quatrième meilleure performance parmi les 176 joueurs inscrits deuxième échiquier.
Il est mort le 4 septembre 2020 en tombant d'une fenêtre du sixième étage à Chișinău. Aucune note de suicide n'a été trouvée par la police.  Sa dernière année avait été difficile, perdant cent points au classement Elo de janvier 2019 à mars 2020,.

## Publication
Svetușchin est l'auteur de :
- (en) The Ultimate anti-Grunfeld: A Saemisch Repertoire, Chess Stars, 2013.